# Bibi Blocksberg
Bibi Blocksberg è un personaggio immaginario, ideato nel 1980 da Elfie Donnelly. Fece la sua prima apparizione nel programma radiofonico tedesco Eene meene Hexerei.
Nel 2002, dopo moltissimi episodi dell'omonimo cartone animato, fu girato il film Bibi, piccola strega, a cui seguì Bibi, piccola strega 2 nel 2004.

## Personaggi principali
- Bibi Blocksberg -
- Bernard Blocksberg -
- Barbara Blocksberg -
- Carla Caramba (Karla Kolumna) - La giornalista del giornale cittadino; grande impicciona, è sempre nel luogo giusto al momento giusto, pronta a documentare ogni cosa con la sua macchina fotografica. Questo personaggio appare anche nel cartone animato di Benjamin, prodotto dalla Kiddinx insieme a quello di Bibi piccola strega.
- Flauipaui -
- Schubia -
- Monika -
- Florian -
- Marita -
- Jonathan -
- Sindaco -
- Zia Mania -

## Altri media
- Bibi piccola strega (Bibi Blocksberg) - 1996 serie televisiva a cartoni animati
- Bibi, piccola strega (Bibi Blocksberg) - 2002 lungometraggio dal vivo
- Bibi, piccola strega 2 (Bibi Blocksberg und das Geheimnis der blauen Eulen) - 2004 lungometraggio dal vivo sequel del precedente film

## Lista episodi cartone animato
Stagione 1
- 01 - Der Wetterfrosch
- 02 - Bibi als Prinzessin
- 03 - Bibi als Babysitter
- 04 - 3 x schwarzer Kater
- 05 - Der Superhexspruch
- 06 - Bibi im Dschungel
- 07 - Bibi und das Dino-Ei
- 08 - Bibi und die Vampire
- 09 - Wo ist Kartoffelbrei?
- 10 - Das Wettfliegen
- 11 - Die Mathekrankheit
- 12 - Die neue Schule
- 13 - Bibi im Orient

Stagione 2
- 01 - Bibi und die Weihnachtsmänner
- 02 - Bibi verliebt sich
- 03 - Geht's auch ohne Hexerei?

Stagione 3
- 01 - Der weiße Kakadu
- 02 - Superpudel Puck
- 03 - Das verhexte Dromedar
- 04 - Abenteuer bei den Dinos
- 05 - Der Hexenbann
- 06 - Die Computerhexe
- 07 - Der Hexengeburtstag
- 08 - Die Schlossgespenster
- 09 - Hexerei im Zirkus
- 10 - Mamis Geburtstag